# 汤米·佛洛基特
托马斯·汤米·佛洛基特（英語：Thomas Tommy Flockett，1927年7月17日—1997年7月12日）是英国足球运动员，曾效力于切斯特菲尔德足球俱乐部和布拉德福德城足球俱乐部。